# Gypsy Vanner
A Gypsy Vanner vagy más néven Tinker póni egy Brit-szigeteken kialakult lófajta, melyet csak 1996-ban törzskönyveztek először az Egyesült Államokban. Jellegzetes, tarka színű, széles patájú ló, tökéletes kocsiló. Erős, intelligens, tanulékony, engedelmes, izmos és rendkívül kitartó. A Brit-szigeteken élő roma közösségek státusszimbóluma volt.

## Története
A Gypsy Vanner Európában alakult ki évszázadok során a fríz, a shire, a clydesdale és a dales póni keresztezései révén. A Brit-szigetek roma-közösségei a 20. század első feléig használták lakószekereik igásállataként ezt a fajtát. 

## Jellemzői
Színes és tömör, ez a fajta közepes méretű, 14-15.2 marok magas. A rövid nyaka és háta erőt ad a húzáshoz, a brit vándorcigányok ezért is szerették meg, mert képes volt a „házukat” elhúzni. A dús sörény, farok és szőrcsimbók csodálatos látványt ad ennek az állatnak, igazi „örökség”. A Gypsy Vanner-tenyésztők Szövetsége minden színt elfogad, a legismertebbek a tarka változatok. Hagyományból a színeire régies brit kifejezéseket használnak a lovas körökben általánosan elfogadottak helyett. Az egyszínű lovakat blagdonnak nevezik. A tarkák a piebald(fekete tarka) és a skewbald (sárga, pej és minden egyéb alapszínű tarka a feketén kívül) névre hallgatnak. A fajtán belül előfordul a ritka ezüstpettyes(silver dapple) szín.